# Шахтинський трамвай
Шахтинський трамвай — ліквідована трамвайна мережа у місті Шахти (Ростовська область, Росія), що діяла з 7 листопада 1932 по 7 грудня 2001 роки.

## Історія
| Дата                     | Хронологія історичних подій |
| ------------------------ | --- |
| 07.11.1932               | Відбувся пробний пуск трамвайних потягів за маршрутом «Вокзал — провулок Наскрізний — вулиця Велика — провулок Червоний Шахтар».                                                                                      |
| 13.11.1932               | Розпочався регулярний трамвайний рух. |
| Травень 1933             | Відкрито трамвайний рух по вулиці Великій від провулку Червоний Шахтар до Грушевського мосту. |
| Жовтень 1933             | Відкрито рух лінією Грушевський міст — вулиця Дежньова — вулиця Шосейна — 1-й Перетин. |
| 01.01.1934               | Відкрито рух лінією Велика вулиця — проспект Перемога Революції — Шахта «Пролетарська Диктатура». |
| 1934                     | В будівлі Покровської церкви на розі вулиці Великої та Комуністичного провулку відкрито трамвайне депо. |
| 01.07.1934               | Відкрито трамвайний рух від вулиці Великої по проспекту Чорнокозова та вулиці Маяковського до залізниці. |
| 07.11.1934               | Після побудови шляхопроводу відкрито трамвайний рух до Шахти «Несподівана». |
| 07.11.1935               | Відкрито рух лінією 1-й Перетин — вулиця Шосейна — вулиця Вільна — вулиця Пульного — Шахта «Жовтнева Революція». Загальна протяжність побудованих ліній у довоєнний час склала 22 км.                                 |
| Липень 1942 — 04.11.1944 | Трамвайний рух припинений, через окупацію міста Шахти гітлерівськими військами. |
| 05.11.1944               | Після звільнення міста від гітлерівських військ відновлено трамвайний рух в місті. |
| 06.11.1962               | Відкрито рух лінією вулиця Маяковського — вулиця Карагандинська — вулиця Васюти — Шахта «Південна». |
| 1976                     | Закриття руху лінією Радянська вулиця — проспект Перемога Революції — шахта «Пролетарська Диктатура». |
| 1989                     | Відкрито рух лінією від вулиці Радянської до вулиці Молодіжної. |
| 1990                     | Закриття руху лінією від вулиці Радянської до вулиці Молодіжної. |
| 1997                     | Трамвайне депо перенесено з будівлі церкви на вулиці Радянській до тролейбусного депо на вулиці Шишкіна. На території тролейбусного депо створено об'єднане трамвайно-тролейбусне депо. Старе трамвайне депо закрито. |
| Вересень 1997            | Закриття лінії 1-й Перетин — вулиця Шосейна — вулиця Вільна — вулиця Пульного — Шахта «Жовтнева Революція». |
| 1998—1999                | Демонтаж ліній 1-й Перетин — вулиця Шосейна — вулиця Вільна — вулиця. Пульного — Шахта «Жовтнева Революція» та вулиця Карагандинська — вулиця Маяковського — Шахта «Несподівана».                                     |
| Зима 2000                | Трамвайний рух декілька разів припинявся, але в підсумку зберігався. |
| 07.12.2001               | На вимогу місцевого підрозділу ДАІ відбулося остаточне закриття трамвайного руху з формулюванням «через небезпечне для експлуатації стану інфраструктури».                                                            |

## Маршрути
| Перелік трамвайних маршрутів | Перелік трамвайних маршрутів | Перелік трамвайних маршрутів |
| №                            | Маршрут руху | Роки курсування              |
| ---------------------------- | --- | ---------------------------- |
| 1                            | Вокзал — пров. Наскрізний — вул. Радянська — Грушевський міст — 1-й Перетин — вул. Вільна — Шахта «Жовтневої революції»                                     | 1932—1997                    |
| 2                            | Вокзал — пров. Наскрізний — вул. Радянська — просп. Перемога Революції — Шахта «Пролетарська Диктатура»                                                     | 1934—1976                    |
| 2                            | Вокзал — пров. Наскрізний — вул. Радянська — просп. Чорнокозова — вул. Молодіжна — ТТУ — вул. Молодіжна — просп. Чорнокозова — вул. Радянська — 1-й Перетин | 1989—1990                    |
| 3                            | 1-й Перетин — вул. Радянська — просп. Чорнокозова — вул. Маяковського — Шахта «Несподівана»                                                                 | 1934—1996                    |
| 4                            | 1-й Перетин — вул. Радянська — просп. Чорнокозова — вул. Маяковського — вул. Карагандинська — Шахта «Південна»                                              | 1962—2001                    |
| 5                            | Вокзал — пров. Наскрізний — вул. Радянська — Грушевський міст — 1-й Перетин                                                                                 | 1975—2001                    |

## Рухомий склад
За всю історію Шахтинського трамваю загальна кількість складала близько 80 вагонів різних моделей: Х, КТМ/КТП-1, КТМ/КТП-2, КТМ-5,КТМ-8.
| Статистика рухомого складу станом на 07.12.2001 | Статистика рухомого складу станом на 07.12.2001 | Статистика рухомого складу станом на 07.12.2001 |
| Тип моделі                                      | Кількість вагонів                               | Роки експлуатації                               |
| ----------------------------------------------- | ----------------------------------------------- | ----------------------------------------------- |
| КТМ-5                                           | 7                                               | 1972—2001                                       |
| KTM-8                                           | 3                                               | 1993—2001                                       |
| Всього:                                         | 10                                              |                                                 |